# Lac Paku
Lac Paku eller Lac Mpaku är en sjö i Kongo-Kinshasa. Den ligger i provinsen Équateur, i den västra delen av landet, 600 km nordost om huvudstaden Kinshasa. Arean är 5,0 kvadratkilometer. Den sträcker sig 3,3 kilometer i nord-sydlig riktning, och 7,8 kilometer i öst-västlig riktning. Den är omgiven av omfattande träskmarker och avvattnas till floden Ruki.